# Sabana arbolada de mopane del Zambeze
La sabana arbolada de mopane del Zambeze es una ecorregión de la ecozona afrotropical, definida por WWF, y que se extiende discontinuamente por África austral, a través de Namibia, Botsuana, Zimbabue, Zambia, Malaui, Mozambique, Sudáfrica y Suazilandia.

## Descripción
Es una ecorregión de sabana que ocupa una extensión de 182.700 kilómetros cuadrados, limitada al norte por el río Luangwa y al sur por el Pongola.
La parte más extensa de esta ecorregión se extiende desde Suazilandia, a través del nordeste de Sudáfrica, el sur de Zimbabue, el oeste de Mozambique y, a lo largo del valle del Zambeze, por el norte de Zimbabue. Una parte más pequeña se extiende desde el norte de Botsuana y el extremo oriental de la franja de Caprivi, en Namibia, hasta el valle del Luangwa en Zambia. El valle del Shire, en Malaui, y las áreas que rodean las zonas inundables en los Llanos del Kafue, en Zambia, también pertenecen a esta ecorregión. 
Esta ecorregión contiene varios grandes ríos de África austral: Zambeze, Luangwa, Shire, Limpopo, Save, Crocodile y Nkomati.
El clima es tropical, lluvioso en verano, principalmente entre noviembre y abril. Las precipitaciones anuales varían entre 250 y 1000 mm. Las temperaturas oscilan entre -4º y 46 °C, con una media anual entre 18º y 24 °C.

## Flora
El árbol que da nombre a la ecorregión, el mopane (Colophospermum mopane), es el más representativo de esta sabana arbolada. A veces se encuentra asociado con otros árboles y arbustos, como Kirkia acuminata, el granadillo negro (Dalbergia melanoxylon), el baobab africano (Adansonia digitata), la combretácea Combretum apiculatum, el monzo (Combretum imberbe), la acacia Acacia nigrescens, la vitácea Cissus cornifolia y varias burseráceas del género Commiphora.
Las comunidades de mopane varían en altura y densidad, en función del clima y del tipo de suelo, desde sabana arbustiva abierta con individuos de uno a tres metros de altura, hasta las densas catedrales de mopane de Zambia, de hasta 25 metros de altura.
La densidad de plantas herbáceas es también muy variable. Entre las gramíneas típicas cabe citar la pangola (Digitaria eriantha), Brachiaria deflexa, Echinochloa colona, Cenchrus ciliaris, Enneapogon cenchroides, Pogonarthria squarrosa, Schmidtia pappophoroides, Stipagrostis uniplumis y los géneros Urochloa, Aristida y Eragrostis.
Al este y al nordeste, el mopane no es tan abundante; las principales especies leñosas son el baobab africano, el ébano africano (Diospyros mespiliformes), el ficus sicomoro (Ficus sycomorus), el árbol de las salchichas (Kigelia africana), Lonchocarpus capassa, Trichilia emetica, el mashatu (Xanthocercis zambesiaca), Xeroderris stuhlmannii y los géneros Acacia, Albizia y Combretum.
Al sureste, la sabana arbolada, más densa, está formada por las acacias Acacia gerrardii, Acacia nigrescens y Acacia nilotica, Combretum apiculatum, Combretum collinum, Dichrostachys cinerea, Kirkia acuminata, Peltophorum africanum, Piliostigma thonningii, la marula (Sclerocarya birrea) y Terminalia sericea. Entre las herbáceas, en las zonas secas abundan Themeda triandra, la hierba de Guinea (Panicum maximum), Heteropogon contortus, Enneapogon cenchroides y Urochloa mossambicensis, mientras que en las más húmedas predominan las especies Hyperthelia dissoluta e Hyparrhenia hirta.

## Fauna
Alberga una de las mayores poblaciones de África de elefante africano (Loxodonta africana) y de rinoceronte negro (Diceros bicornis), así como importantes poblaciones de rinoceronte blanco (Ceratotherium simum), hipopótamo (Hippopotamus amphibius), búfalo cafre (Syncerus cafer), nú azul (Connochaetes taurinus), jirafa (Giraffa camelopardalis), niala (Tragelaphus angasii), chacal de lomo negro (Canis mesomelas), kudú mayor (Tragelaphus strepsiceros), impala (Aepyceros melampus), raficero de Sharpe (Raphicerus sharpei), león (Panthera leo), guepardo (Acinonyx jubatus), hiena manchada (Crocuta crocuta), leopardo (Panthera pardus) y licaón (Lycaon pictus).
Entre las aves destacan la rara garceta gorgirroja (Egretta vinaceigula) y la cigüeña blanca (Ciconia ciconia).
El mopane sirve de alimento a muchos animales, desde los elefantes al gusano del mopane (Gonimbrasia belina), que es la larva de una mariposa.

## Endemismos
La ecorregión es pobre en endemismos.
En el extremo sur de la ecorregión, principalmente en la sudafricana Reserva de caza Josefsdal Songimvelo, crecen las cícadas endémicas Encephalartos heenanii y Encephalartos paucidentatus, ambas en peligro de extinción.
Entre los reptiles endémicos destacan la culebrilla ciega Chirindia langi, el lagarto cordílido Platysaurus torquatus y la serpiente atractaspídida Xenocalamus sabiensis.

## Estado de conservación
Relativamente intacta.
La mayor amenaza para la ecorregión es la caza furtiva y, en algunos lugares, el aumento de la población humana.

## Protección
Más del 45% de la ecorregión se encuentra protegido en reservas estatales y privadas, sobre todo en el sur.
El área protegida más importante es el Parque transfronterizo del Gran Limpopo, que incluye el parque nacional Limpopo, en Mozambique, el parque nacional Kruger y el parque nacional Mala Mala, ambos en Sudáfrica, y el parque nacional Gonarezhou, en Zimbabue, además del Santuario Manjinji y la Malipati Safari Area, en Zimbabue, y diversas áreas entre Sudáfrica y Zimbabue que unen los parques.
Otros parques nacionales destacados son los de Banhine, Gorongosa y Zinave en Mozambique, y los de Chobe y Moremi en Botsuana.